# ヘレン・マックロリー
ヘレン・マックロリー（Helen Elizabeth McCrory OBE, 1968年8月17日 - 2021年4月16日 ）は、イギリスの女優。

## 略歴
ロンドンのドラマセンターで学んだ後、1990年に『真面目が肝心』で舞台デビューした。その他の舞台出演としては、シェイクスピアズ・グローブの『マクベス』のマクベス夫人役、『十二夜』のオリビア役、ウェスト・エンドの『お気に召すまま』のロザリンド役など。
『クィーン』（2006年）と『The Special Relationship』（2010年）では、シェリー・ブレアを演じた。『シャーロット・グレイ』（2001年）のフランソワーズ、『ハリー・ポッター』の最後の3作品のナルシッサ・マルフォイ、スコセッシ監督の『ヒューゴの不思議な発明』（2011年）のママ・ジャンヌ、ジェームズ・ボンド映画『007 スカイフォール』（2012年）のクレール・ドワー、『ピーキー・ブラインダーズ』（2013年～2019年）のポリー・グレイ、『フィアレス』（2017年）のエマ・バンヴィル、『マザー・ファーザー・サン』（2019年）のキャサリン・ヴィリアを演じた。

## キャリア
ロンドン出身。父親は外交官。妹と弟がいる。ノルウェー、ナイジェリア、カメルーン、タンザニア、ザンビア、マダガスカル、イタリアで過ごした。ハートフォードシャー州の寄宿学校卒業後、ロンドン・ドラマセンターで演劇を学んだ。
1993年にロイヤル・ナショナル・シアターで上演された『Trelawny of the 'Wells'』のローズ・トレローニー役で、イアン・チャールソン賞の第3位を受賞した。2002年には、ロンドン・イブニング・スタンダード・シアター・アワードの最優秀女優賞にノミネートされた（ドンマー・ウエアハウスで上演されたチェーホフの『ワーニャ伯父さん』のエレナ役）。 その後、ウェスト・エンドの『お気に召すまま』のロザリンド役で2006年のローレンス・オリヴィエ賞にノミネートされた。
2007年には現代風にアレンジされたテレビ映画『フランケンシュタイン』に出演した。最初の妊娠により、『ハリー・ポッター』のベラトリックス・レストレンジ役の出演を辞退した（代わりにヘレナ・ボナム=カーターが出演）。その後、2009年7月に公開された『ハリー・ポッターと謎のプリンス』で、ベラトリックスの妹ナルシッサ・マルフォイ役に起用された。最終作『ハリー・ポッターと死の秘宝 PART1』と『ハリー・ポッターと死の秘宝 PART2』で、マックロリーはこの役を再演した。また、BBCのテレビシリーズ『ドクター・フー』のエピソード「ヴェネチアの吸血鬼」では、主要な悪役であるロザーナ・カルビエリを演じた。

## 私生活
2007年7月4日、マックロリーは俳優のダミアン・ルイスと結婚し、娘のマレンと息子のガリバーをもうけた。
ロンドンの子供のための慈善団体「Scene & Heard」の名誉後援者を務めた。
COVID-19のパンデミックの際には、夫とともに、街中のレストランの料理をNHS（National Health Service、国民保健サービス）のスタッフに提供するプログラム「Feed NHS」を支援し、同年4月上旬までに100万ポンドの寄付金を集めた。
彼女はドラマへの貢献により、2017年の新年の栄誉賞で大英帝国勲章のオフィサー（OBE）を授与された。
2021年4月16日、ロンドンの自宅で癌のため死去した。52歳没。Twitterで訃報を発表したルイスは、「友人や家族からの愛の波に囲まれて、自宅で安らかに亡くなった」と述べた。

## 主な出演作品

### 映画
| 公開年 | 邦題 原題                                                                             | 役名                                   | 備考             |
| ------ | ------------------------------------------------------------------------------------- | -------------------------------------- | ---------------- |
| 1994   | レタッチ 裸の微笑 Uncovered                                                           | ローラ                                 |                  |
| 2000   | ホテル・スプレンディッド Hotel Splendide                                              | ローナ                                 |                  |
| 2001   | シャーロット・グレイ Charlotte Gray                                                   | フランソワーズ                         |                  |
| 2002   | ラッキー・ジム Lucky Jim                                                              | マーガレット・ピール                   | テレビ映画       |
| 2004   | Jの悲劇 Enduring Love                                                                 | ミセス・ローガン                       |                  |
| 2004   | シャーロック・ホームズ:淑女殺人事件 Sherlock Holmes and the Case of the Silk Stocking | Mrs. Vandeleur                         | テレビ映画       |
| 2005   | カサノバ Casanova                                                                     | カサノバの母                           |                  |
| 2006   | クィーン The Queen                                                                    | シェリー・ブレア                       |                  |
| 2007   | ジェイン・オースティン 秘められた恋 Becoming Jane                                     | ミセス・ラドクリフ                     |                  |
| 2007   | フランケンシュタインX 新種誕生 Frankenstein                                           | ヴィクトリア・フランケンシュタイン博士 | テレビ映画       |
| 2008   | フラッシュバック Flashbacks of a Fool                                                 | ペギー                                 |                  |
| 2009   | ハリー・ポッターと謎のプリンス Harry Potter and the Half-Blood Prince                 | ナルシッサ・マルフォイ                 |                  |
| 2009   | ファンタスティック Mr.FOX Fantastic Mr. Fox                                           | ミセス・ビーン                         | アニメ、声の出演 |
| 2010   | 4.3.2.1                                                                               | ミセス・ジョーンズ                     |                  |
| 2010   | ハリー・ポッターと死の秘宝 PART1 Harry Potter and the Deathly Hallows - Part 1        | ナルシッサ・マルフォイ                 |                  |
| 2011   | ハリー・ポッターと死の秘宝 PART2 Harry Potter and the Deathly Hallows - Part 2        | ナルシッサ・マルフォイ                 |                  |
| 2011   | ヒューゴの不思議な発明 Hugo                                                           | ママ・ジャンヌ                         |                  |
| 2012   | 007 スカイフォール Skyfall                                                            | クレア・ドウォー                       |                  |
| 2015   | ウーマン・イン・ブラック2 死の天使 The Woman in Black: Angel of Death                 | ジーン・ホッグ                         |                  |
| 2017   | 人生はシネマティック! Their Finest                                                    | ソフィー・スミス                       |                  |

### テレビシリーズ
| 放映年 | 邦題 原題                           | 役名                       | 備考         |
| ------ | ----------------------------------- | -------------------------- | ------------ |
| 2000   | North Square                        | ローズ・フィッツジェラルド | 10エピソード |
| 2003   | Charles II: The Power & the Passion | バーバラ・パーマー         | ミニシリーズ |
| 2009   | Life 真実へのパズル Life            | アマンダ                   | 5エピソード  |
| 2010   | ドクター・フー Doctor Who           | ロザンナ                   | 1エピソード  |
| 2013   | To Appomattox                       | ジュリア・グラント         | 7エピソード  |
| 2013   | Peaky Blinders                      | ポリー                     | 6エピソード  |
| 2013   | Penny Dreadful                      | Madame Kali                | 8エピソード  |
| 2017   | 冤罪 ~弁護士エマの挑戦~ FEARLESS    | エマ・ヴァンビル           | 6エピソード  |